# Інститут олійних культур НААН України
Інститут олійних культур Національної академії аграрних наук України (ІОК НААН) — провідна науково-дослідна установа НААН України в галузі генетики, біотехнології, селекції та технологій вирощування основних та альтернативних олійних культур; один з найбільших науково-виробничих комплексів України і одночасно центр наукового забезпечення агропромислового виробництва Запорізької області.
Серед відомих науковців Інституту ‒ Дмитро Нікітчин, Віктор Лях, Анатолій Мінковський та ін.

## Історія
Інститут бере свій початок з 1977 року, коли постановою Державного комітету Ради міністрів СРСР було утворено Українську дослідну станцію олійних культур НВО «Олійні культури». У 1989 році постановою Державного агропромислового комітету СРСР на базі цієї дослідної станції вже був заснований Український науково-дослідний інститут олійних культур (УкрНДІОК).
У 1992 році на підставі наказу Української академії аграрних наук УкрНДІОК було перейменовано в Інститут олійних культур Української академії аграрних наук України.
У нинішньому статусі Інститут діє з 2010 року у відповідності з наказом Національної академії аграрних наук України № 69 «Про найменування установ, підприємств та організацій Національної академії аграрних наук України».

## Діяльність
Основний напрямок роботи Інституту ‒ отримання нових перспективних сортів і гібридів олійних культур на базі сучасних досягнень генетики, селекції та біотехнології, а також вирощування елітного та репродукційного насіння.
Так, в останні десятиліття вченими Інституту у вітчизняних селекційних центрах у співпраці з Інститутом землеробства було створено кілька високопродуктивних сортів льону олійного (зокрема «Південна ніч», «Водограй», «Ківіка», «Дебют», «Айсберг», «Живинка», «Запорізький богатир» та «Орфей»), які характеризуються коротким вегетаційним періодом, посухостійкістю та стійкістю до осипання, підвищеним вмістом олії в насінні, придатні до вирощування в різних ґрунтово-кліматичних зонах України..
Будучи єдиною науковою установою в Україні, що займається селекцією сафлору, Інститут створив національну колекцію, яка представлена 4-ма сортами: «Сонячний», «Живчик», «Лагідний», «Добриня». Усі вони були занесені до Державного реєстру сортів рослин України. Крім того, установа селекціонує та власними силами виробляє сорти інших олійних культур, наприклад, ріпаку, кунжуту, а також гірчиці. Зокрема до реєстру сортів гірчиці, які придатні для поширення в Україні і розроблені Інститутом, було внесено вісім сортів гірчиці сарептської («Деметра», «Діжонка», «Ретро», «Прима», «Мрія», «Тавричанка», «Забаганка», «Козачка») та три сорти гірчиці білої («Веснянка», «Талісман», «Запоріжанка»).
Також Інстутитутом було розроблено наукові основи створення сортів і гібридів соняшнику з комплексною стійкістю до вовчка й несправжньої борошнистої роси.

### Видавнича діяльність
З 1994 року Інститут видає «Збірник наукових праць» (нині — Науково-технічний бюлетень Інституту олійних культур НААН) — фахове видання з сільськогосподарських наук, де публікуються теоретичні обґрунтування ведення селекції та рослинництва, методи створення гібридів і сортів, основи насінництва, технології вирощування та переробки, економіки виробництва олійних культур.

## Керівники
Перший директор Інституту ‒ вчений-агроном, доктор сільськогосподарських наук Нікітчин Дмитро Іванович. Він очолював установу у період з 1989 по 2000.
З листопада 2000 по вересень 2012 установою керував Чехов Анатолій Васильович.
У 2013—2021 роках установу очолював доктор технічних наук, професор, член-кореспондент НААН Шевченко Ігор Аркадійович.
З 2021 року директором Інституту є доктор технічних наук, старший дослідник Алієв Ельчин Бахтияр огли.

## Дочірні підприємства
- Дослідне господарство «Новатор»
- Дослідне господарство «Еліта»

Колишні
- Дослідне господарство «Асканійське»
- Дослідне господарство «Відродження»
- Дослідне господарство «Забойщик»
- Дослідне господарство «Ізвестія»
- Дослідне господарство «Соцземлеробство»
- Запорізька сільськогосподарська дослідна станція

## Спроба рейдерського захоплення
Наприкінці 2014 року невідомі люди з автоматами намагалися проникнути на територію установи та представити нового керівника підприємства Сергія Чехова (сина колишнього директора Анатолія Чехова).